# Fischer Sports
Fischer Sports, officiellement Fischer Sports GmbH, est une entreprise de fabrication de matériels de sports d'hiver, de hockey sur glace et de tennis (cette dernière division ayant été rachetée par Pacific en 2009 pour en reprendre le nom). Elle est l'une des plus importantes entreprises du monde dans le secteur de l'équipement sportif concernant les sports d'hiver (ski alpin et ski nordique). L'entreprise a été fondée en 1924 par l'Autrichien Josef Fischer.

## Implantations
En 2020, la marque Autrichienne faisait produire 30% de ses skis à Ried en Autriche et 70% de ses skis à Mukachevo en Ukraine, dans la région des Carpates. 
L'usine de Mukachevo est bâtie sur un site de 40 hectares. Crée en 1944, elle est progressivement devenue la plus grosse fabrique en Europe, surtout depuis 1995, date ou Fischer va devenir coactionnaire avec 50% des parts.
D'autres sociétés font également travailler cette gigantesque usine ukrainienne employant près de 1200 salariés. 
Elle subit un violent incendie le 12 octobre 2020.

## Ski alpin
Dans le milieu du ski alpin dans les années 2000, les quelques grands sportifs ayant eu pour équipement la marque Fischer se nomment Ivica Kostelić, Mario Matt, Kalle Palander, Sandrine Aubert, Nicole Gius ou Denise Karbon.

## Tennis
La réputation de produit de qualité de Fischer était reconnue mais la marque souffrait d'un déficit de communication malgré des prix très compétitifs. En 2009, Fischer Tennis & Racquet Division a été acquis par l'entreprise allemande Pacific qui équipe désormais Andrey Golubev, Lukáš Dlouhý ou Eduardo Schwank. Pacific est une entreprise familiale basée dans le sud de l'Allemagne à Hochdorf qui depuis 1972 se développe dans la confection d'accessoires de sports de raquettes.
Parmi les anciens modèles de raquettes célèbres de la marque figurent la Pro Classic. 90 et 98...